# عسل‌خوار شاهوار

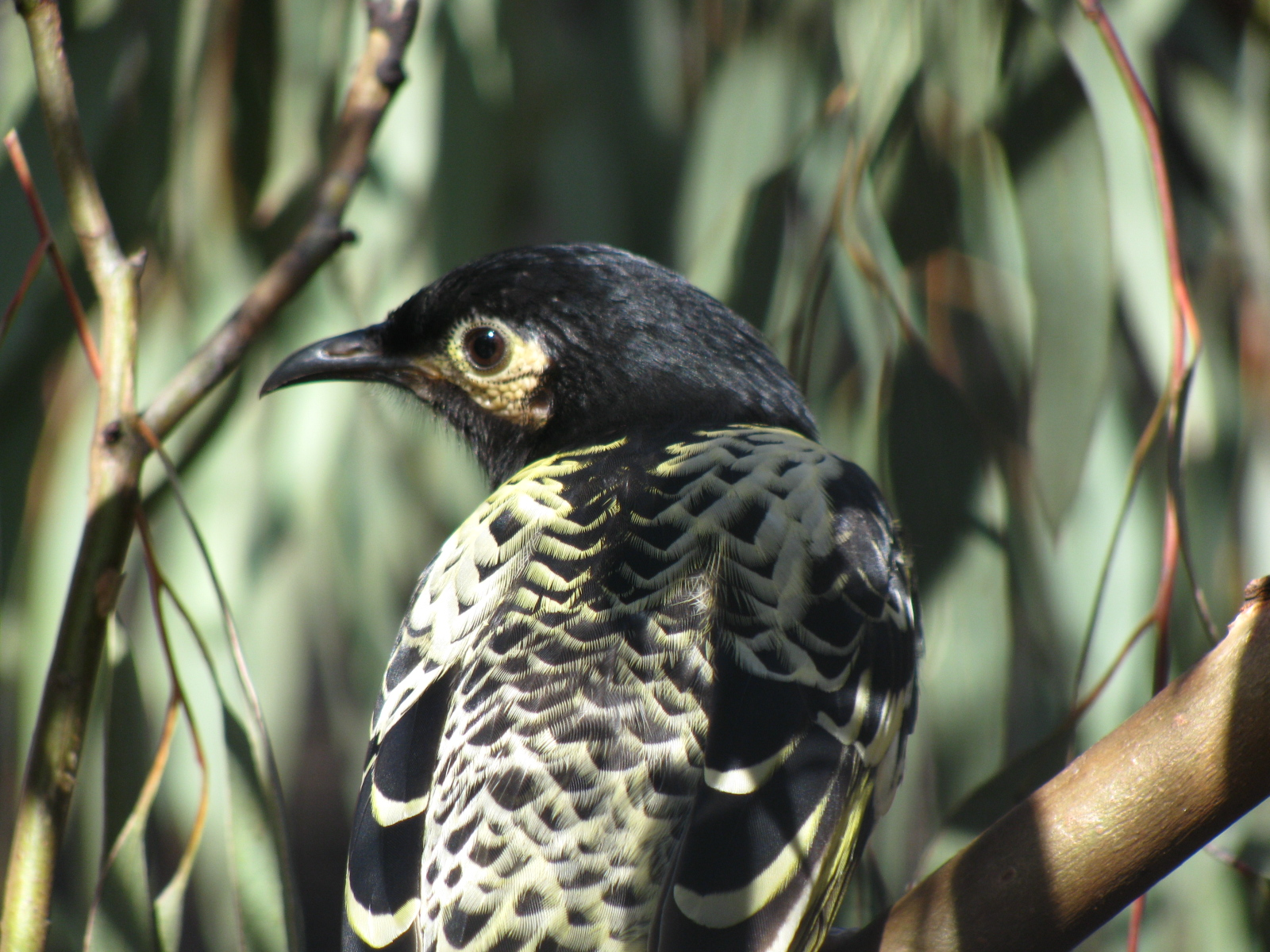
عسل‌خوار شاهوار

عسل‌خوار شاهوار (نام علمی: Anthochaera phrygia) یک پرنده در بحران انقراض و بومی جنوب شرق استرالیا است. معمولاً به عنوان یک گونه پرچم در محدوده آن در نظر گرفته می‌شود، با تلاش‌هایی که برای حفاظت از آن انجام می‌شود تأثیرهای مثبتی بر بسیاری از گونه‌های دیگر که در زیستگاه آن مشترک هستند، دارد. تحقیقات ژنتیکی اخیر نشان می‌دهد که ارتباط نزدیکی با مرغ پوپی دارد.

## رژیم غذایی
عمدتاً از شهد گونه‌های اکالیپتوس و دارواش و به میزان کمتری از حشرات و عسلک آنها تغذیه می‌کند. همچنین از میوه‌های بومی و کشت‌شده تغذیه می‌کند.